# Pietrarsa-San Giorgio a Cremano
Pietrarsa-San Giorgio a Cremano – stacja kolejowa w San Giorgio a Cremano, w regionie Kampania, we Włoszech. Znajdują się tu 3 perony.